# Maloja Palace
Il Maloja Palace è un hotel a 15 km (9,3 mi) da St Moritz, Svizzera, (nel cantone dei Grigioni tra la valle de l'Engadina e la Val Bregaglia).

## Storia
È stato costruito tra il 1882 e il 1884 per il conte Camille de Renesse su progetto degli architetti belgi Kuoni e Jules Rau in stile Neorinascimentale, ed è stato inaugurato il 1º luglio 1884
Al momento dell'inaugurazione, l'edificio aveva cinque piani con 300 camere e circa 450 posti letto e di 20 sale pubbliche per pranzo o ballare. Il Maloja Palace aveva un campo da golf a nove buche, due campi da tennis e una darsena per le barche a remi e a vela.
Tra i suoi molti illustri ospiti, l'hotel cita Patrick Hennessy, Walter Rothschild, Arturo Toscanini ed Clementine Churchill.
Tuttavia, l'hotel  fallì solo cinque mesi dopo l'apertura, dovuto al colera  scoppiato nella vicina Italia. L'hotel poi  riaprì con vari proprietari fino al 1934. Nei decenni successivi il gigantesco albergo ha servito l'esercito svizzero che vi ha tenuto dei corsi di ripetizione.
Nel 1962 l'hotel fu acquistato per la Maloja AG, nella quale l'assicurazione sanitaria belga Christelijke Mutualiteit / Mutualité Chrétienne aveva una partecipazione di maggioranza.
Il complesso alberghiero è stato affittato alla società di gestione Intersoc. Da quel momento l'hotel è servito da magazzino, casa vacanza per i bambini e soprattutto per gruppi di giovani belgi. Dal 2000 quando l'hotel è stato usato a piena capacità, le sue prenotazioni sono costantemente diminuite a causa dell'impopolarità di grandi stabilimenti e la cancellazione del treno notturno tra Bruxelles e Coira. Inoltre, come altri sistemi di assicurazione sanitaria belgi, Christelijke Mutualiteit si è trovata in difficoltà finanziarie a causa, in parte, degli alti costi di ristrutturazione.
Nel gennaio 2006 l'imprenditore italiano Amedeo Clavarino ha acquistato l'albergo e dopo un ampio lavoro di ristrutturazione ha riaperto il Maloja Palace nel 2009 come un albergo a quattro stelle con 50 suite e 130 camere, un centro benessere, una sala da ballo e sale da pranzo per 700 persone.
Ogni inverno l'Engadin Skimarathon inizia all'ingresso dell'hotel.

## Galleria d'immagini

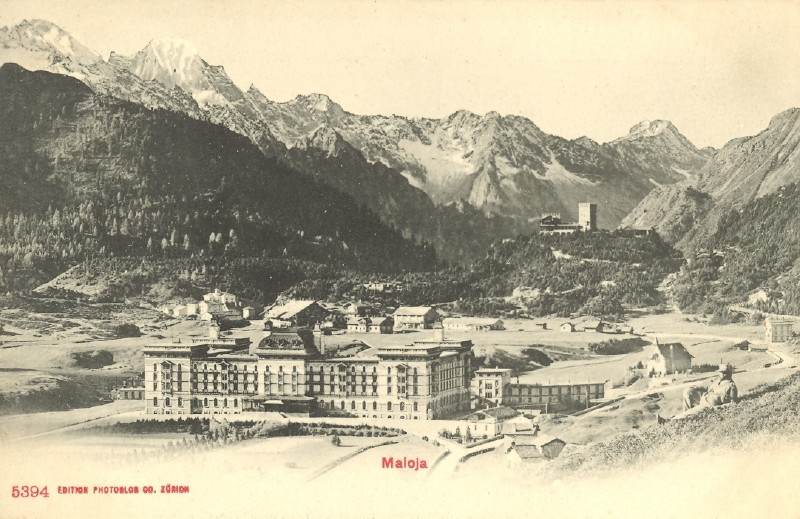
Maloja Palace 1890
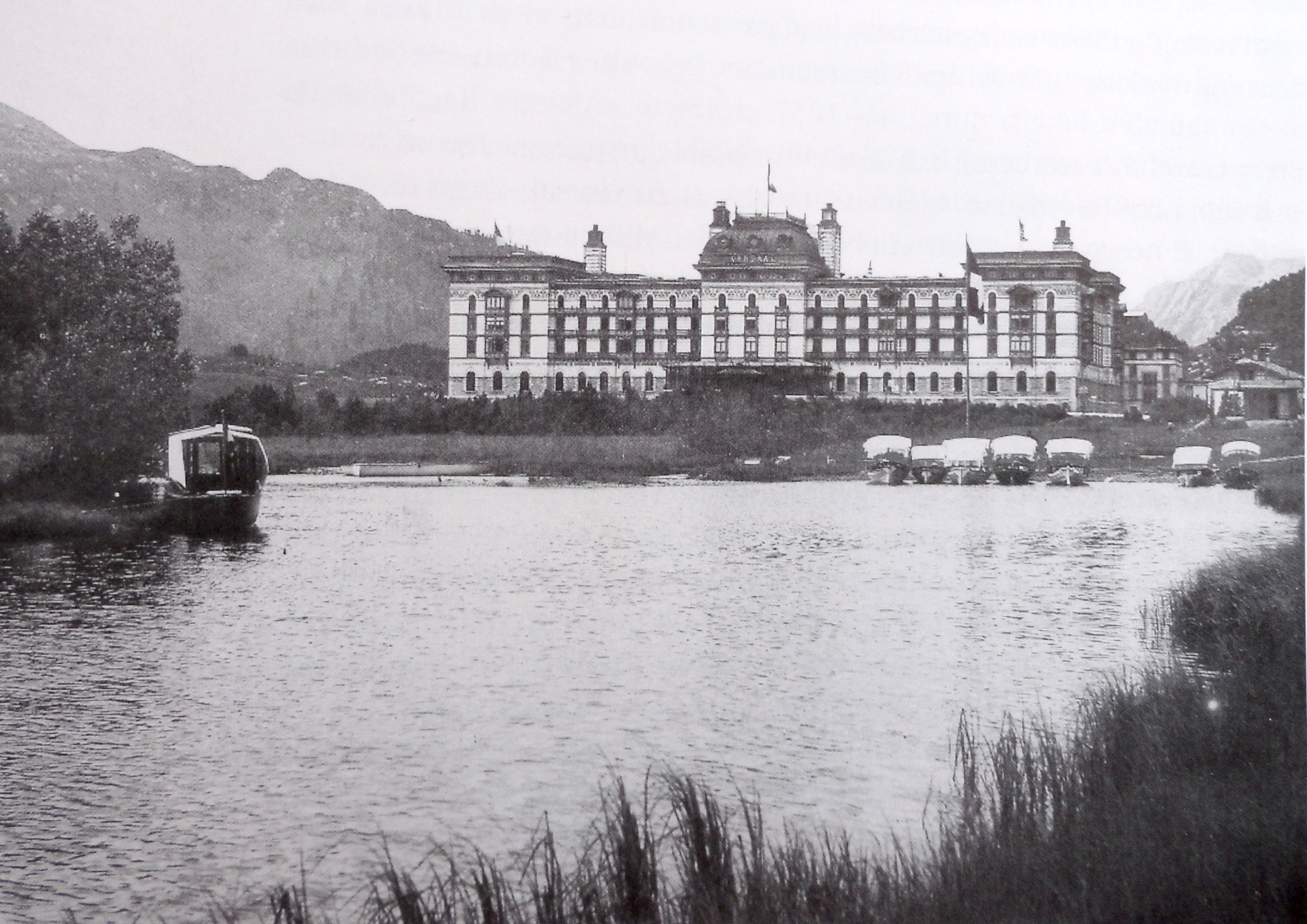
Maloja Palace circa 1900
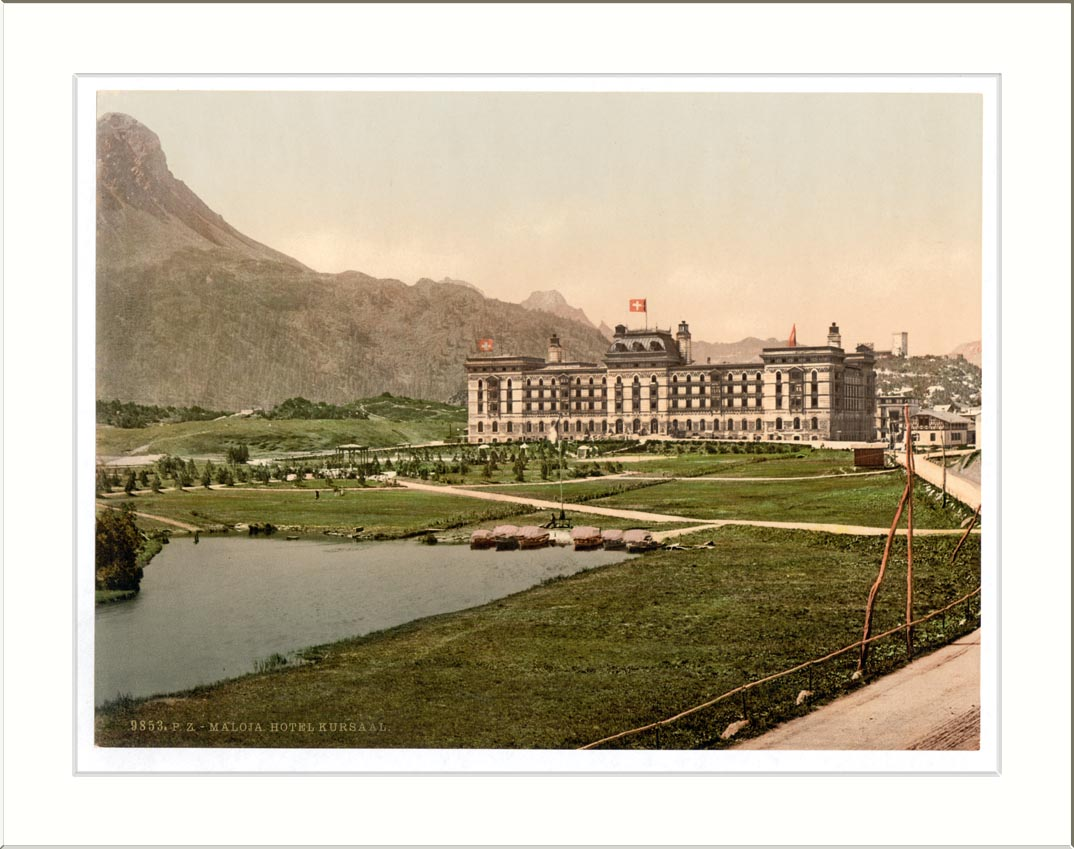
Maloja Palace Kursal
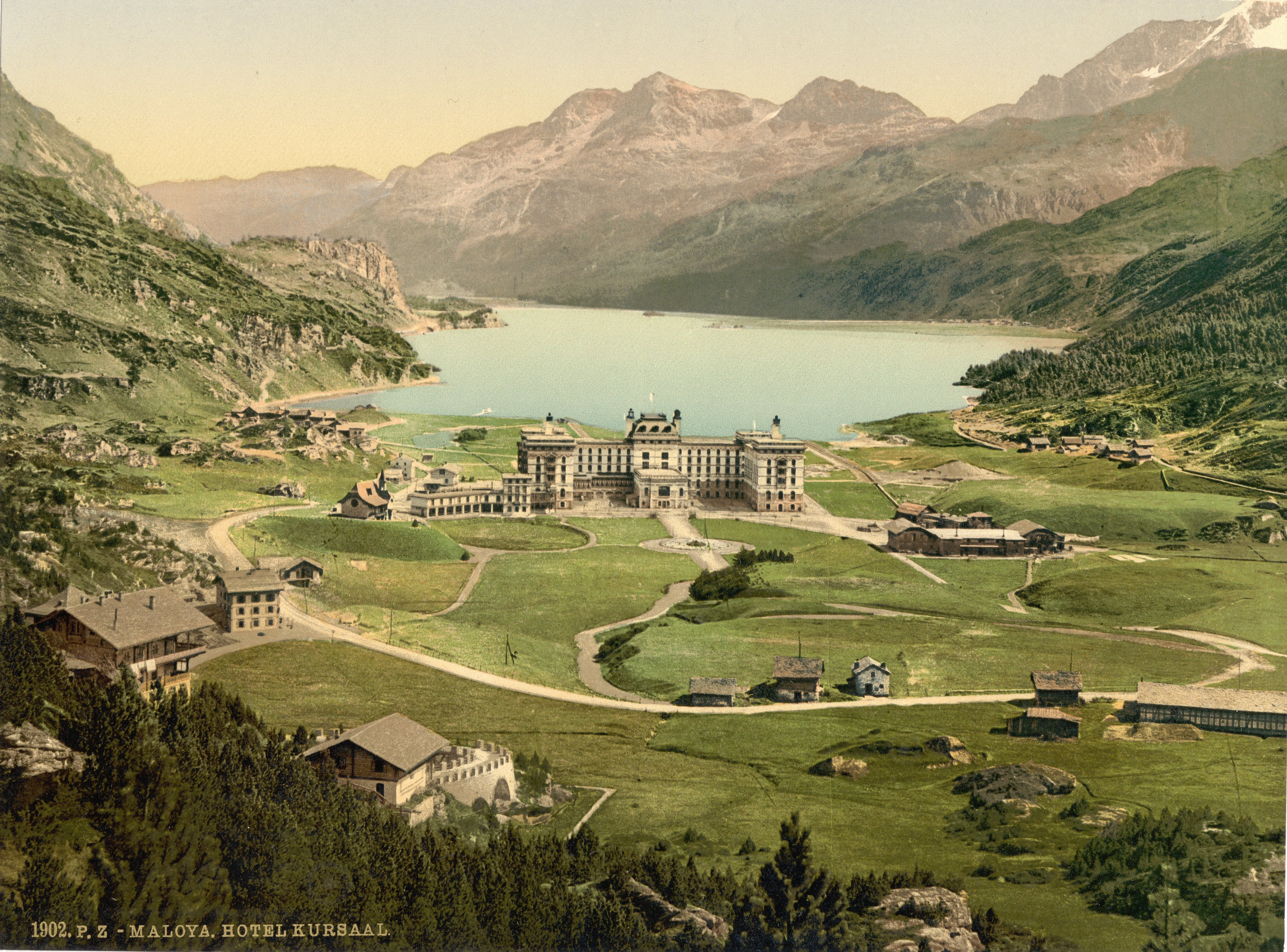
Maloja Palace Kursaal circa 1900